# 정대석
정대석(鄭大錫, 1950년 12월 24일 ~ )은 대한민국의 국악인, 거문고 연주자, 작곡가이다.
정대석은 전통적 기반 위에 현재의 감성을 입혀 새로이 재구성하여 거문고를 일반인에게 알리고 보급하는데 기여하고 있다. 출중한 거문고 연주자로서의 오랜 경륜을 바탕으로 그동안 고고하게 기품을 유지해 온 거문고를 일반 계층에게 전파시키는데 기여해온 바 크다. 그는 거문고와 더불어 연주자 및 창작자로서의 삶을 일관하여 온 사명의식을 갖고 있는 국악인이다. 정대석은 일찍이 거문고의 창작음악에 몰두하여 많은 거문고 곡을 탄생시켰으며 그 곡들은 거문고의 고유한 특징과 매력을 잘 나타내고 있다는 평가를 받고 있다. 거문고 연주자 정대석은 이런 관점에서 면면히 자기완성을 의지하며, 성실하고 책임감 있는 국악인으로서의 자태를 유지해온 예술인이다. KBS 국악관현악단 수석 및 악장을 역임하였으며 현재 서울대학교 음악대학 국악과 교수, 서울악회 동인, 거문고 연구회 동보악회 대표이다. 2003년 KBS 국악대상 대상 및 현악상과 제2회 대한민국 작곡상을 수상하였다.

## 학력
- 경북대학교대학원 국악학과 박사 수료
- 용인대학교예술대학원 석사
- 단국대학교 국문학 학사
- 국립국악원 부설 국악사 양성소

## 경력
- 정악 사사: 성경린 구윤국, 산조사사: 한갑득 김윤덕 원영제
- 서울대학교 음악대학 국악과 교수 역임[2]
- KBS 국악관현악단 수석, 악장 역임
- 서울대학교 음악대학 강사 역임
- 이화여자대학교 음악대학 강사 역임
- 한양대학교 음악대학 강사 역임
- 한국예술종합학교 강사 역임
- 서울시립국악관현악단 단원 역임
- 경주시립국악원 강사 역임

## 수상
- 2003 KBS국악대상 대상
- 2003 KBS국악대상 현악상
- 1978 제2회 대한민국작곡상
- 1975 제15회 동아음악콩쿠르 1위

## 공식 사이트
정대석 국악세계